# VAPB
VAPB‏ (VAMP associated protein B and C) هوَ بروتين يُشَفر بواسطة جين VAPB في الإنسان.